# Línea G5 (Montevideo)
La línea G5 fue una línea local de la Terminal Colón, unía dicha terminal con Lezica o Melilla. Fue suprimida en el año 2014

## Características
Creada en el año 2012 tras la inauguración de la Terminal Colón. Era operada por la cooperativa Raincoop y la empresa Cutcsa. Unía el Hospital Saint Bois o Melilla y Fauquet con la Terminal Colón. En el año 2014 fue  suprimida, ya que quedó cubierta por las líneas 2 y 329.

## Recorridos
| Ida (a Hospital Saint Bois) - Andén 5 (Terminal Colón) - Cno. Colman - Corredor Garzón - Calderón de la Barca - Av. Lezica - Guanahany - Vehicular Peatonal - Pasaje de entrada - Hospital Saint Bois Ida a Fauquet - Ruta anterior - Guanahany - Cno. Fauquet, hasta entre cno. melilla y peixoto. | Vuelta (desde Hospital Saint Bois) - Vehicular Peatonal - Guanahany - Gutemberg - Veraguas - Av. Lezica - Calderón de la Barca - Corredor Garzón - Cno. Colman - Andén 7 (Terminal Colón) Vuelta desde Fauquet - Cno. Melilla - Cno. Fauquet - Guanahany - Gutemberg - Veraguas - Av. Lezica - Sigue a su ruta habitual... |